# Бирресборн
Бирресборн (нем. Birresborn) — община в Германии, в земле Рейнланд-Пфальц.
Входит в состав района Вульканайфель. Подчиняется управлению Герольштайн. Население составляет 1194 человека (на 31 декабря 2010 года). Занимает площадь 20,88 км².

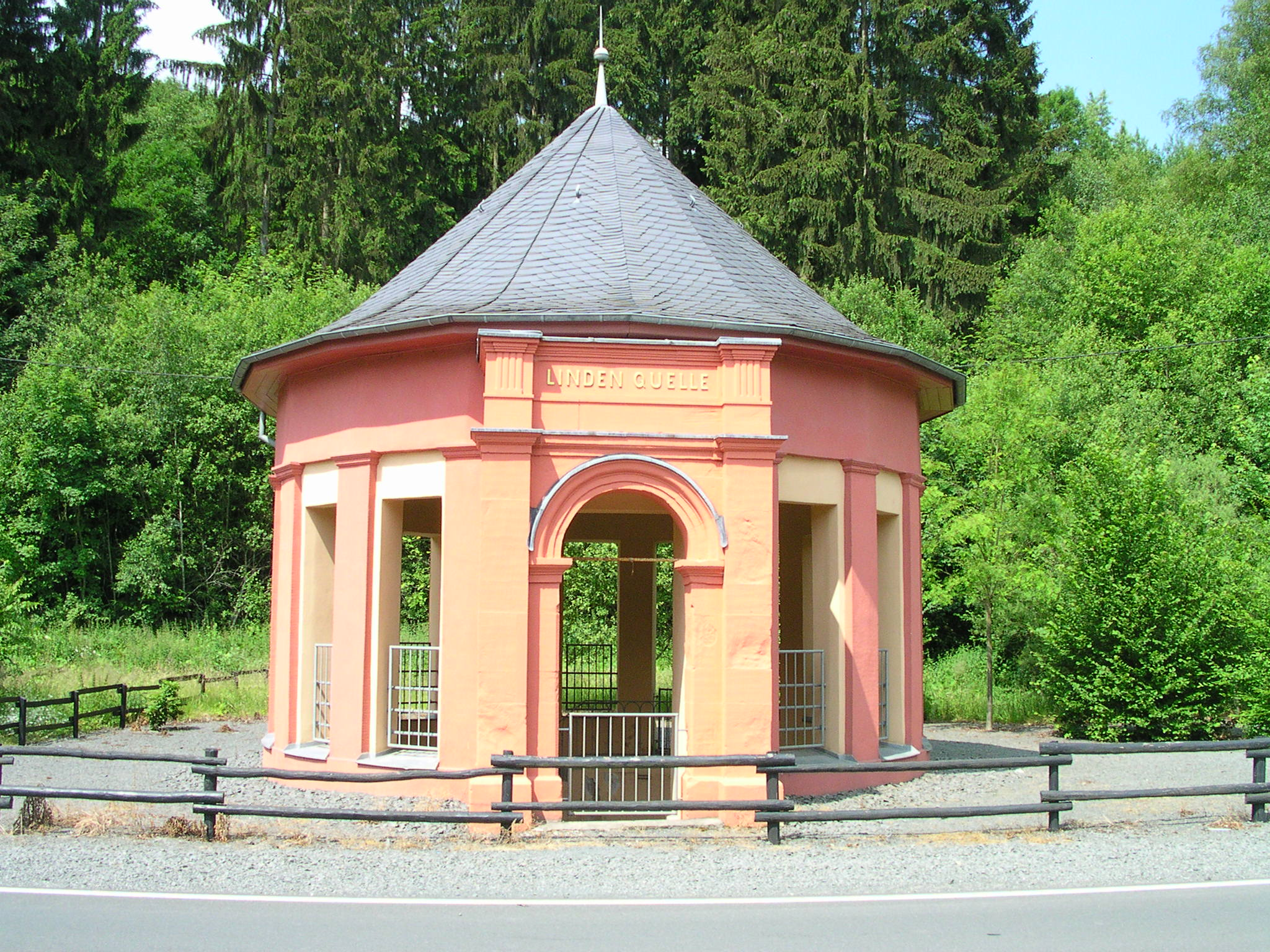
Бирресборн

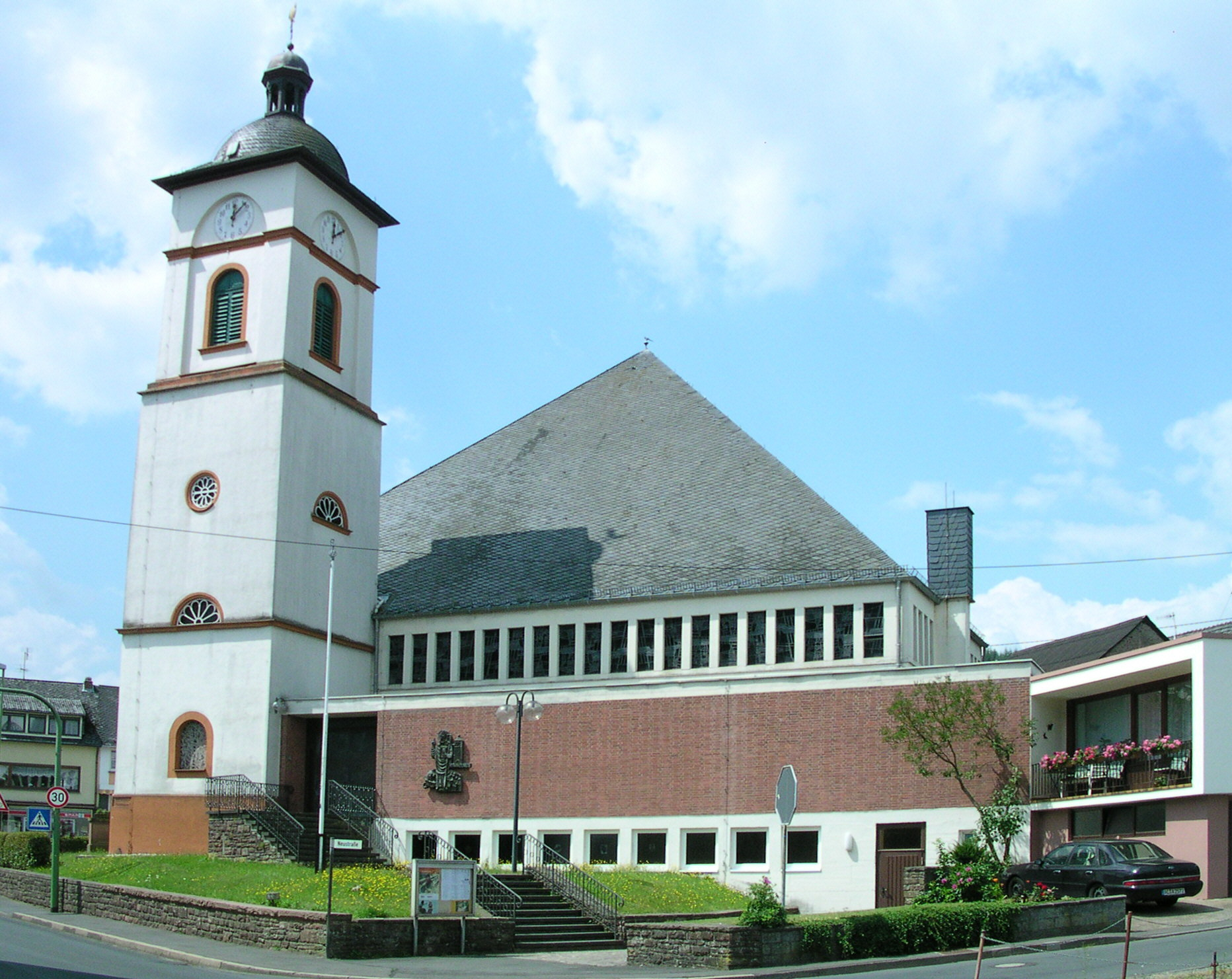
Бирресборн